# Dasychira tristrigata
Dasychira tristrigata är en fjärilsart som beskrevs av Barend J. Lempke 1959. Dasychira tristrigata ingår i släktet Dasychira och familjen tofsspinnare. Inga underarter finns listade i Catalogue of Life.